# Kefar Weradim
Kefar Weradim (hebr. כפר ורדים) – samorząd lokalny położony w Dystrykcie Północnym, w Izraelu.

## Położenie
Miejscowość Kefar Weradim jest położona na wysokości 574 m n.p.m. w zachodniej części Górnej Galilei, na północy Izraela. Leży na południowych zboczach wzgórz Har Me’ona (615 m n.p.m.) i Har Mejchal (612 m n.p.m.). W kierunku zachodnim spływają dwa strumienie Hohit i Masz’an, które głębokimi wadi wrzynają się pomiędzy zalesione wzgórza. Po stronie południowej wznosi się wzgórze Har Eszkar (695 m n.p.m.). Po stronie wschodniej jest wadi strumienia Peki’in. Na północnym wschodzie jest Agam Monfort. W otoczeniu Kefar Weradim znajdują się miasto Ma’alot-Tarszicha, miejscowości Kisra-Sumaj, Januch-Dżat, moszawy Chosen, Lappidot i En Ja’akow, oraz kibuce Jechi’am i Gaton. Na południowym wschodzie jest strefa przemysłowa Tefen.

### Podział administracyjny
Kefar Weradim jest położone w Poddystrykcie Akki, w Dystrykcie Północnym.

## Demografia
Zgodnie z danymi Izraelskiego Centrum Danych Statystycznych w 2011 roku w Kefar Weradim żyło 5,6 tys. mieszkańców, z czego 97,1% Żydzi i 2,9% inne narodowości. Wskaźnik wzrostu populacji w 2011 roku wynosił 0,0%. Zgodnie z danymi Izraelskiego Centrum Danych Statystycznych średnie wynagrodzenie pracowników w Kefar Weradim w 2009 roku wynosiło 11268 ILS (średnia krajowa 7070 ILS).
| Wiek (w latach) | Procent populacji w % |
| --------------- | --------------------- |
| 0 – 4           | 7,1                   |
| 5 – 9           | 8,4                   |
| 10 – 14         | 9,5                   |
| 15 – 19         | 8,9                   |
| 20 – 29         | 11,3                  |
| 30 – 44         | 18,0                  |
| 45 – 59         | 22,8                  |
| 60 – 64         | 5,9                   |
| 65 –            | 8,1                   |

Źródło danych: Central Bureau of Statistics.

## Historia
W 1979 roku izraelski inwestor Steff Wertheimer nabył w tym rejonie duże obszary ziemi. Na jej południowo-wschodniej części utworzył strefę przemysłową Tefen, do której potrzebował specjalistycznej kadry pracowniczej. Dlatego w 1982 roku przedstawił propozycję utworzenia nowego żydowskiego miasta, które zapewniłoby mu odpowiednią liczbę pracowników. W tym samym roku zawiązała się spółka Kefar Weradim Development Company, której celem była budowa osiedli mieszkaniowych z pełnym zapleczem infrastruktury. Wysoki poziom życia z dostępem do instytucji kulturalnych, sportowych i edukacyjnych miał przyciągnąć mieszkańców. W 1984 roku osiedliło się tutaj pierwszych 100 żydowskich rodzin. W 1993 roku Kefar Weradim otrzymało status samorządu lokalnego. Podczas II wojny libańskiej w 2006 roku na miejscowość spadło 25 rakiet wystrzelonych przez organizację terrorystyczną Hezbollah z terytorium południowego Libanu.

### Nazwa
Nazwa miejscowości oznacza w języku hebrajskim wioska róż.

## Symbole
Herb miasteczka pokazuje dziecko jadące na rowerze po tęczy, która rozciąga się od domów mieszkalnych do budynków użyteczności publicznej. Wokół budynków znajdują się drzewa. W podstawie herbu umieszczono nazwę miejscowości pisaną w języku hebrajskim. Oficjalna flaga jest w kolorze białym, z kolorowym herbem pośrodku.

## Polityka
| Burmistrz       | Lata sprawowania urzędu |
| --------------- | ----------------------- |
| Moti Dewir      | 1994-1997               |
| Arje Bern       | 1997-2003               |
| Ron Moskowitz   | 2003-2009               |
| Siwan Jechi’eli | 2009-nadal              |

Siedziba władz samorządowych znajduje się przy ulicy Ha-Kinneret we wschodniej części miejscowości. Przewodniczącym rady jest Siwan Jechi’eli.

## Architektura
Miasteczko posiada nowoczesną architekturę. Jednorodzinne domy są rozlokowane w osiedlach: Ha-Perahim, Nechalim, Lewona, Szechuna i Szechuna Cefonit. Domy są wkomponowane w układ przestrzenny otoczenia, z umiejętnym połączeniem architektury z walorami przyrodniczymi Galilei.

## Kultura
W miejscowości jest ośrodek kultury i biblioteka publiczna.

## Edukacja i nauka
W miejscowości znajdują się 4 szkoły, w tym 3 podstawowe. W 2010 roku uczyło się w nich 1,3 tys. uczniów, w tym 760 w szkołach podstawowych. Średnia uczniów w klasie wynosiła 25.

## Sport i rekreacja
We wschodniej części miasteczka znajduje się boisko do piłki nożnej oraz centrum sportowe z basenem pływackim. Mniejsze boiska oraz sale sportowe są zlokalizowane przy szkołach.

## Gospodarka
Lokalna gospodarka opiera się na małej działalności produkcyjnej oraz handlu. Większość mieszkańców pracuje w okolicznych strefach przemysłowych.

## Transport
Z miejscowości wyjeżdża się na wschód na drogę nr 854, którą jadąc na północ dojeżdża się do miasta Ma’alot-Tarszicha i skrzyżowania z drogą ekspresową nr 89, lub na południe do strefy przemysłowej Tefen i dalej do miejscowości Kisra-Sumaj. Lokalna droga prowadzi na południowy zachód do miejscowości Januch-Dżat.